# Catocala lutescens
Catocala lutescens là một loài bướm đêm trong họ Erebidae.